# Мољац (Повратак отписаних)
Мољац је шеста епизода телевизијске серије „Повратак отписаних“, снимљене у продукцији Телевизије Београд и Централног филмског студија „Кошутњак“. Премијерно је приказана у СФР Југославији 5. фебруара 1978. године на Првом програму Телевизије Београд.

## Историјска подлога
На крају ове, као и осталих епизода налази се натпис — Лица и догађаји су измишљени. Свака сличност је случајна.

## Улоге
| Глумац             | Улога                |
| ------------------ | -------------------- |
| Павле Вуисић       | Јоца                 |
| Драган Николић     | Прле                 |
| Воја Брајовић      | Тихи                 |
| Злата Петковић     | Марија               |
| Александар Берчек  | Мрки                 |
| Ненад Ненадовић    | Мољац                |
| Стево Жигон        | мајор Кригер         |
| Рудолф Улрих       | пуковник Милер       |
| Васа Пантелић      | Крста Мишић          |
| Светлана Бојковић  | Стана                |
| Соња Јауковић      | Мољчева мајка        |
| Иво Јакшић         | немачки лекар        |
| Столe Аранђеловић  | Иса                  |
| Зоран Миљковић     | Илија                |
| Мирјана Пеић       | певачица             |
| Мелита Бихали      | Бела                 |
| Иван Бекјарев      | Цане "Курбла"        |
| Танасије Узуновић  | поручник Гинтер Фукс |
| Томанија Ђуричко   | бака Малог           |
| Цане Фирауновић    | капетан Кениг        |
| Небојша Бакочевић  | Трта                 |
| Љев Рјадченко      | Баџа                 |
| Драгана Артоновски | Немица               |
| Славица Ђорђевић   | Милерова секретарица |
| Горан Плеша        | Миле "Сонда"         |
| Срђан Дедић        | Цаки                 |
| Предраг Тодоровић  | Мита "Плајваз"       |
| Предраг Милинковић | Гојко                |
| Жељко Милошевић    | Лоци                 |